# Tuberculosodus transversefasciatus
Tuberculosodus transversefasciatus – gatunek chrząszcza z rodziny kózkowatych i podrodziny zgrzypikowych. Jedyny przedstawiciel rodzaju Tuberculosodus.

## Zasięg występowania
Gatunek ten występuje w Laosie.